# Devil in His Heart
«Devil in His Heart» (o Devil in Her Heart) –en español: «El Diablo en su corazón»– es una canción escrita por Richard P. Drapkin, quien grababa bajo el nombre de Ricky Dee. 

## Grabaciones
La canción fue grabada originalmente como «Devil in His Heart» en Detroit por The Donays para Correc-tone Records. La canción fue posteriormente relanzada por la etiqueta neoyorquina Brent en agosto de 1962, ahora como «(There's a) Devil in His Heart» con el lado B «Bad Boy». Este emparejamiento también apareció en el Reino Unido bajo etiqueta Oriole en 1962. La grabación no fue ningún éxito a ambos lados del Atlántico. The Donays sólo hicieron una grabación, pero su cantante, Yvonne Vernee (de verdadero nombre Yvonne Symington), grabó en solitario, y más tarde se unió a The Elgins en Motown.

## Versión de The Beatles
Como «Devil in Her Heart», la canción fue interpretada por The Beatles con George Harrison en la voz principal. Fue grabada y publicada en su segundo álbum en el Reino Unido, With the Beatles, en noviembre de 1963. Era una de las tres canciones que George interpretaba en el álbum como vocalista principal, siendo las otras «Roll Over Beethoven» y «Don't Bother Me» (esta última era su primera composición). La grabación fue completada en tres tomas, además de doblajes.

### Personal
The Beatles
- George Harrison – voz (doblada a dos pistas), guitarra solista (Gretsch Country Gentleman) y guitarra eléctrica (Gretsch Duo Jet).
- Paul McCartney – acompañamiento vocal y bajo (Höfner 500/1 61´).
- John Lennon – acompañamiento vocal y guitarra rítmica (Rickenbacker 325c58).
- Ringo Starr – batería (Ludwig Downbeat) y maracas.

Equipo de producción
- George Martin - producción
- Norman Smith - ingeniería en sonido

## «Devil in His Heart» (canción de Motown)
Una canción diferente con el mismo título fue compuesta por Robert Gordy y grabada en 1963 por la cantante estadounidense Carolyn Crawford; fue publicada como lado B de su sencillo «Forget About Me» por Motown en octubre de 1963.